# Epsilon Pyxidis
Epsilon Pyxidis (ε Pyxidis, förkortat Epsilon Pyx, ε Pyx) som är stjärnans Bayerbeteckning, är en kvadruppelstjärna  belägen i den östra delen av stjärnbilden Kompassen. Den har en kombinerad skenbar magnitud på 5,60 och är svagt synlig för blotta ögat där ljusföroreningar ej förekommer. Baserat på parallaxmätning inom Hipparcosuppdraget på ca 15,4 mas, beräknas den befinna sig på ett avstånd på ca 212 ljusår (ca 65 parsek) från solen. Stjärnsystemet anses ingå i Sirius superhop av stjärnor med en gemensam rörelse genom rymden.

## Egenskaper
Primärstjärnan Epsilon Pyxidis A är en blå till vit underjättestjärna av spektralklass A4 IV och är en mikrovariabel, som visar förändring i magnitud på 0,0056 enheter med en frekvens på 0,166245 gånger per dygn. Den har en massa som är omkring dubbelt så stor som solens massa, en radie som är ca 2,4 gånger större än solens och utsänder från dess fotosfär ca 19 gånger mera energi än solen vid en effektiv temperatur på ca 6 400 K. Epsilon Pyxidis har katalogiserats som en stjärna, även om detta fortfarande är osäkert.
Förutom en närliggande följeslagare av okänd spektraltyp med en vinkelseparation på 0,17 bågsekunder, delar de primära stjärnorna bana med en dubbelstjärna, komponenter B och C, som ligger med en vinkelseparation på 17,8 bågsekunder. På det uppskattade avståndet för konstellationen motsvarar detta en uppskattad separation på ca 1 150 AE. B/C-paret består av stjärnor av skenbar magnitud på 10,5 och 10,8 med en medelseparation på 0,3 bågsekunder. De har en uppskattad massa på 90 respektive 95 procent av solens massa.